# Roma (korporacja akademicka)
Korporacja Roma (właściwie: Korporacja Akademicka Roma) – męska organizacja akademicka założona 24 lutego 1927 jako korporacja o charakterze ściśle chrześcijańskim. Reaktywowana 20 czerwca 2009 przez Korporację Masovia.

## Historia
Tak jak w przypadku innych korporacji, Roma była organizacją ideowo-wychowawczą dbającą o rozwój intelektualny, duchowy, fizyczny i towarzyski swoich członków. Szczególnym celem Romy było wychowanie młodzieży akademickiej w duchu etyki katolickiej i polskiej tradycji narodowej. Ustalona, imienna lista członków z lat 1927–1939 wynosi 40 osób..
Roma była członkiem rzeczywistym Zjednoczenia Polskich Akademickich Korporacji Chrześcijańskich i brała czynny udział w przygotowaniu pielgrzymki akademickiej na Jasną Górę oraz Kongresu Eucharystycznego Chrystusa Króla.
W latach 1939–1989 jej działalność, tak jak wszystkich innych korporacji, była zabroniona i ograniczała się wyłącznie do nieoficjalnych spotkań przedwojennych członków.
W obecnych czasach działalność Romy, tak jak za czasów międzywojennych, skupia się na wszechstronnym rozwoju swoich członków (spotkania o charakterze naukowym, rekolekcyjnym, sportowym i towarzyskim).
Korporacja Roma, obok korporacji: Magna-Polonia, Lechia, Baltia, Surma, Masovia oraz Stowarzyszenia Filistrów Korporacji Akademickich jest członkiem Poznańskiego Koła Międzykorporacyjnego (PKM).

## Zasady
Członkowie korporacji starają się wcielać w życie następujące idee (zwane czterema filarami):
1. Religio (Religia) – żyć zgodnie z nauczaniem Kościoła katolickiego,
2. Patria (Ojczyzna) – podejmować działania na rzecz dobra Rzeczypospolitej Polskiej,
3. Scientia (Nauka) – nieustannie poszerzać swoją wiedzę,
4. Amicitia (Przyjaźń) – pielęgnować i pogłębiać przyjaźń łączącą korporantów.

## Organizacja korporacji

### Hierarchia
Członkowie korporacji dzielą się na:
- giermków (in. fuksy) – członkowie bierni,
- rycerzy (in. barwiarze) – członkowie czynni,
- filistrów:
  - zwyczajnych – członkowie wspierający,
  - honorowych – członkowie honoris causa.

### Struktura
Ze względu na przynależność do jednej z wymienionych grup, członkowie należą do:
- coetusu – giermkowie,
- konwentu czynnego – rycerze,
- koła filistrów – filistrzy zwyczajni i honorowi.

### Władze
Władzę wykonawczą sprawuje Prezydium, składające się z prezesa, wiceprezesa wewnętrznego, wiceprezesa zewnętrznego, sekretarza, skarbnika oraz oldermana (odpowiedzialnego za przygotowanie kandydatów oraz opiekę nad giermkami).
Kontrolę nad działalnością korporacji oraz poszczególnych jej organów sprawuje komisja rewizyjna.

## Barwy, insygnia, dewiza
Barwy korporacji są biało-żółto-czerwone.
Zasady noszenia insygniów regulowane są przez Comment oraz niepisane zwyczaje. Wyróżnia się następujące insygnia:
- dekiel – czapka koloru białego:
  - dla filistrów i rycerzy: otok trójbarwny
  - dla giermków: otok dwubarwny (biało-żółty)
- banda – szarfa w barwach korporacji noszona z prawego ramienia na lewy bok:
  - dla filistrów: szeroka, trójbarwna,
  - dla rycerzy: wąska, trójbarwna,
  - dla giermków: wąska, dwubarwna (biało-żółta);
- cyrkiel – znaczek wpinany w butonierkę:
  - dla filistrów: złoty,
  - dla rycerzy: srebrny,
  - przez giermków nienoszony.

Znane są dewizy korporacji: „Omnia instaurare in Christo!” oraz “Dla dobra Kościoła i Państwa Polskiego!”.

## Znani Romusi
Członkowie honorowi
- Prof. Adam Wrzosek – atolog, antropolog, historyk medycyny, profesor UJ, UP i AM w Poznaniu

Członkowie zwyczajni
- Prof. Karol Marian Pospieszalski – prawnik i historyk